# La Colmena, San José Iturbide
La Colmena är en ort i Mexiko.   Den ligger i kommunen San José Iturbide och delstaten Guanajuato, i den centrala delen av landet, 230 km nordväst om huvudstaden Mexico City. La Colmena ligger 2 048 meter över havet och antalet invånare är 128.
Terrängen runt La Colmena är platt österut, men västerut är den kuperad. Runt La Colmena är det ganska tätbefolkat, med 120 invånare per kvadratkilometer. Närmaste större samhälle är San José Iturbide, 10,7 km söder om La Colmena. Trakten runt La Colmena består till största delen av jordbruksmark.